# Nobuo Yoshihashi
Nobuo Yoshihashi (25 de mayo de 1982) es un luchador profesional japonés, más conocido por su nombre en el ring como Yoshi-Hashi (usualmente estilizado en mayúsculas como YOSHI-HASHI). Actualmente trabaja para la New Japan Pro-Wrestling. Es miembro del stable CHAOS.

## Carrera

### New Japan Pro-Wrestling (2008 - 2010)
Nobuo Yoshihashi debutó el 6 de julio de 2008 en el evento "New Japan Trill", perdiendo frente a Tetsuya Naito. En Wrestle Kingdom III, Yoshihashi participó en el dark match del show, perdiendo en un 6-Man Tag Team Match con Kazuchika Okada y Mitsuhide Hirasawa a manos de Milano Collection AT, Minoru y Taichi Ishikari. El 4 de diciembre de 2009, luchó a lado de Kōji Kanemoto por el IWGP Junior Heavyweight Tag Team Championship en poder de Apollo 55 (Prince Devitt & Ryusuke Taguchi), sin embargo salió derrotado. A principios del 2010, participó en el "Super J Tag Tournament" a lado de Jushin Liger y también en el "Best of The Super Juniors XVII", pero no ganó ninguno de los dos torneos.

### Consejo Mundial de Lucha Libre (2010 - 2012)
Yoshihashi debutó en México con el Consejo Mundial de Lucha Libre el 18 de junio, luchando en la Arena México en el encuentro semifinal a lado de Okumura y Taichi, perdiendo en contra de El Hijo del Fantasma, La Máscara y Máximo. Dos días después, el 20 de junio, luchó en Guadalajara en el 51 Aniversario del Arena Coliseo de Guadalajara, donde junto a Dragon Rojo Jr. y Shigeo Okumura, venció a la tercia formada por Fuego, Stuka Jr. y El Valiente. El 1 de agosto de 2011 en la Arena Puebla, Yoshihashi perdió su cabellera a manos de Rush. Tiempo después se unió al grupo conocido como "La Ola Amarilla" liderado por Okumura, luchando principalmente en los combates preliminares de los eventos del CMLL. El 12 de diciembre de 2011 realizó su último combate en México, luchando en la Arena Puebla junto a OKUMURA y Pólvora, perdiendo frente a la tercia de Black Warrior, Dragon Lee y Sangre Azteca.

### New Japan Pro-Wrestling (2012-presente)
Nobuo Yoshihashi regresó a la New Japan Pro-Wrestling el 4 de enero de 2012 durante el evento Wrestle Kingdom VI bajo el nombre de YOSHI-HASHI, siendo derrotado por Kazuchika Okada. Días después participó en el evento FantasticaManía realizado por el Consejo Mundial de Lucha Libre y New Japan Pro-Wrestling desde el Korakuen Hall de Tokio. El primer día del evento, YOSHI-HASHI junto a OKUMURA derrotó a la pareja de King Fale y Tama Tonga. Al día siguiente, el equipo de Yoshihashi compuesto por Gedo, Jado y OKUMURA perdió frente a Prince Devitt, Ryusuke Taguchi, Tama Tonga y Tiger Mask IV.
En The New Beginning y en NJPW 40th Anniversary Show hizo equipo con los miembros de Chaos, ganando sus luchas. El 1 de abril fue derrotado por La Sombra en la primera ronda de la New Japan Cup. En Wrestling Dontaku 2012, junto a Jado and Tomohiro Ishii derrotaron a Captain New Japan, Strong Man and Tama Tonga. En Dominion 6.16, derrotó junto a Tomohiro Ishii and Rocky Romero al equipo de Captain New Japan y los miembros del Seigigun Wataru Inoue and Yuji Nagata. Del 20 de noviembre al 1 de diciembre participó en el torneo  2012 World Tag League, junto a Kazuchika Okada bajo el nombre "Chaos Ride the Lightning". El equipo tuvo tres derrotas y tres victorias. Su último combate, una derrota ante "Sword & Guns" (Karl Anderson and Hirooki Goto), les costó el clasificarse para la semifinal. Un año después, Yoshi-Hashi and Okada se reunieron en el 2013 World Tag League, esta vez acabando penúltimos de su bloque con dos victorias y seis cuatro derrotas. El 5 de septiembre de 2014, tuvo una gran victoria, al liderar Chaos contra el stable rival Bullet Club, ganando Chaos. Tras esta victoria, obtuvo dos oportunidades titulares por títulos en posesión del Bullet Club, una por el  Campeonato Peso Abierto NEVER y otra por el Campeonato en Parejas de la IWGP. El 21 de septiembre en Destruction in Kobe, Yoshi-Hashi & Kazuchika Okada retaron sin éxito a Doc Gallows and Karl Anderson por el Campeonato en Parejas de la IWGP.

## En lucha
- Movimientos finales
  - Karma (Pumphandle driver)
  - Butterfly Lock (Double underhook)
- Movimientos de firma
  - Cross Armbreaker
  - Headhunter (Flipping Neckbreaker)
  - Half Hatch Suplex Hold
  - Swanton Bomb
  - Vertical suplex into neckbreaker

## Campeonatos y logros
- New Japan Pro-Wrestling
  - IWGP Tag Team Championship (4 veces) – con Hirooki Goto
  - World Tag League (2021, 2022 & 2023) – con Hirooki Goto
  - NEVER Openweight 6-Man Tag Team Championship (2 veces) – con Hirooki Goto & Tomohiro Ishii (1) y con Hirooki Goto & Yoh (1)
  - NJPW STRONG Openweight Tag Team Championship (1 vez) — con Hirooki Goto.

### Luchas de Apuestas
| Apuesta   | Ganador | Perdedor   | Lugar        | Ciudad         | Fecha               |       |
| --------- | ------- | ---------- | ------------ | -------------- | ------------------- | ----- |
| Cabellera | Rush    | Yoshihashi | Arena Puebla | Puebla, Puebla | 1 de agosto de 2011 | [ 3 ] |